# Baracoa
Baracoa (en taíno): El toponímico de Baracoa es de origen aruaco y significa “existencia de mar” (de bara, “mar y coa, sufijo de existencia). 
Hoy muchos la llaman la Ciudad Paisaje, la Ciudad de las Lluvias, la Ciudad de las Montañas y la Ciudad de las Aguas. 
Estamos de acuerdo porque su naturaleza envuelta de macizos montañosos, adornados por una vigorosa vegetación, de bosques vírgenes, pletóricos de flora y fauna endémicas, con ríos cristalinos y playas rodeadas de uvas caletas, almendros y cocoteros la hace poseer un sello distintivo, si la comparamos con el resto del país. 
Tomado del libro ¨Baracoa un paraíso cubano¨ de su historiador Alejandro Hartmann.
El primer impactado por ella fue Cristóbal Colón, el 27 de noviembre de 1492, quien escribió en su Diario de Navegación: 
“… la más hermosa cosa del mundo… 
Andando por ella fue cosa maravillosa ver las arboledas y frescuras, y el agua clarísima, y las aves y 
amenidad, que dice que le parecía que no quisiera salir de allí...”
El municipio de Baracoa se encuentra ubicado entre los 20°18′ y 74°30′ longitud oeste, siendo sus límites, por el norte,  el Océano Atlántico, por el sur, Imías y Maisí y por y por el oeste Moa. Tiene una extensión de 97 600 
hectáreas y una población de 78 214 habitantes (2023), con una densidad de 84,5 habitantes/km2.
Los principales productos de la región son el coco, el cacao y el café, aunque desde finales de la década del 90 del pasado siglo el turismo se ha convertido en una de sus principales fuentes de ingreso debido a su extraordinaria belleza.
La ciudad fue fundada el 15 de agosto de 1511 con el nombre de Nuestra Señora de la Asunción de Baracoa por el conquistador español Diego Velázquez que ostentaba entonces el título de adelantado. Es el más antiguo asentamiento de la isla después de la llegada de los colonizadores españoles y de ahí debe su nombre de Ciudad Primada. En 1518 recibió el nombramiento de ciudad. Fue la primera capital cubana y el primer obispado de la Isla.
Entre sus peculiares íconos históricos tenemos:
Los caciques Hatuey y Guamá, emancipadores de la rebeldía contra los colonialistas españoles en tierras baracoenses. 
Enriqueta Faber (Enrique Favez) primera mujer trangresora de la historia de la medicina que desde Suiza, vino a nuestra ciudad de Baracoa para servir como médico cirujano en 1819 y se casó con una baracoense: Juana de León Hernández por la iglesia católica. Reconocida como la primera trasvesti, médico cirujana en Cuba y toda Latinoamérica que fue capaz de enseñar a los pobres y negros a leer y brindar sus servicios gratuitos.
Vicente Rodríguez, un español de Poza, La Coruña que entregó a los pobres su riquezas y cayó en desgracias y fue reconocido como El Pelú de Baracoa, el mismo recorría a pie las tierras de Maisí y Baracoa en los años 1893 hasta que en 1896 por las ofensas de sus moradores y las tragedias que fue augurando, fue expulsado de Baracoa por el Ayuntamiento y dejó la famosísima frase: Tendrán muchas iniciativas y ninguna se lograrán.
Declarada Monumento Nacional, la ciudad está situada entre los ríos Macaguanigua y Miel. Entre sus atracciones naturales se encuentra el río Toa, marcado por numerosas cascadas, siendo la más conocida El Saltadero con 17 metros de altura y las montañas del Yunque que debe su nombre a la similitud de la misma con la pieza que usan los herreros. La llamada la Bella Durmiente, vista desde lejos, asemeja a una joven echada.
En esta ciudad se conserva dentro de una vitrina y con un pedestal de plata la Cruz de la Parra, símbolo de la cristiandad, que trajera Cristóbal Colón en su primer viaje.
Se presume que el nombre de la ciudad provenga de un vocablo aborigen que significa “presencia de mar” en franca alusión al ambiente marino que contrasta con las montañas y los ríos de la región de gran belleza natural.
El acceso a la ciudad desde la capital provincial constituye una aventura ya que hay que recurrir a una vía muy peculiar que serpentea entre las montañas y que lleva el nombre de Viaducto de la Farola. Esta carretera cuenta con 11 puentes voladizos y su punto más elevado está en el Alto de Cotilla, un parteaguas a más de 600 metros sobre el nivel del mar donde se eleva un mirador desde el que se puede alcanzar a ver la costa Norte y la costa Sur, tocado por la leyenda de ver las luces de la Haití. En esta misma vía se celebra anualmente una carrera de maratón.
El acceso desde el Oeste sucede a través de la carretera Holguín-Mayarí-Moa-Baracoa consistente en una carretera asfaltada en los 180 km hasta Moa y unos 16 km hasta Punta Gorda. El trecho restante de unos 60 km es un terraplén que cruza importantes ríos sobre puentes de hormigón. 
El término municipal modificó su jurisdicción varias veces. Muchos de los actuales territorios de Moa pertenecieron a Baracoa y los nativos de esta parte holguinera comparten costumbres y rasgos muy similares con los baracoenses.

## Historia

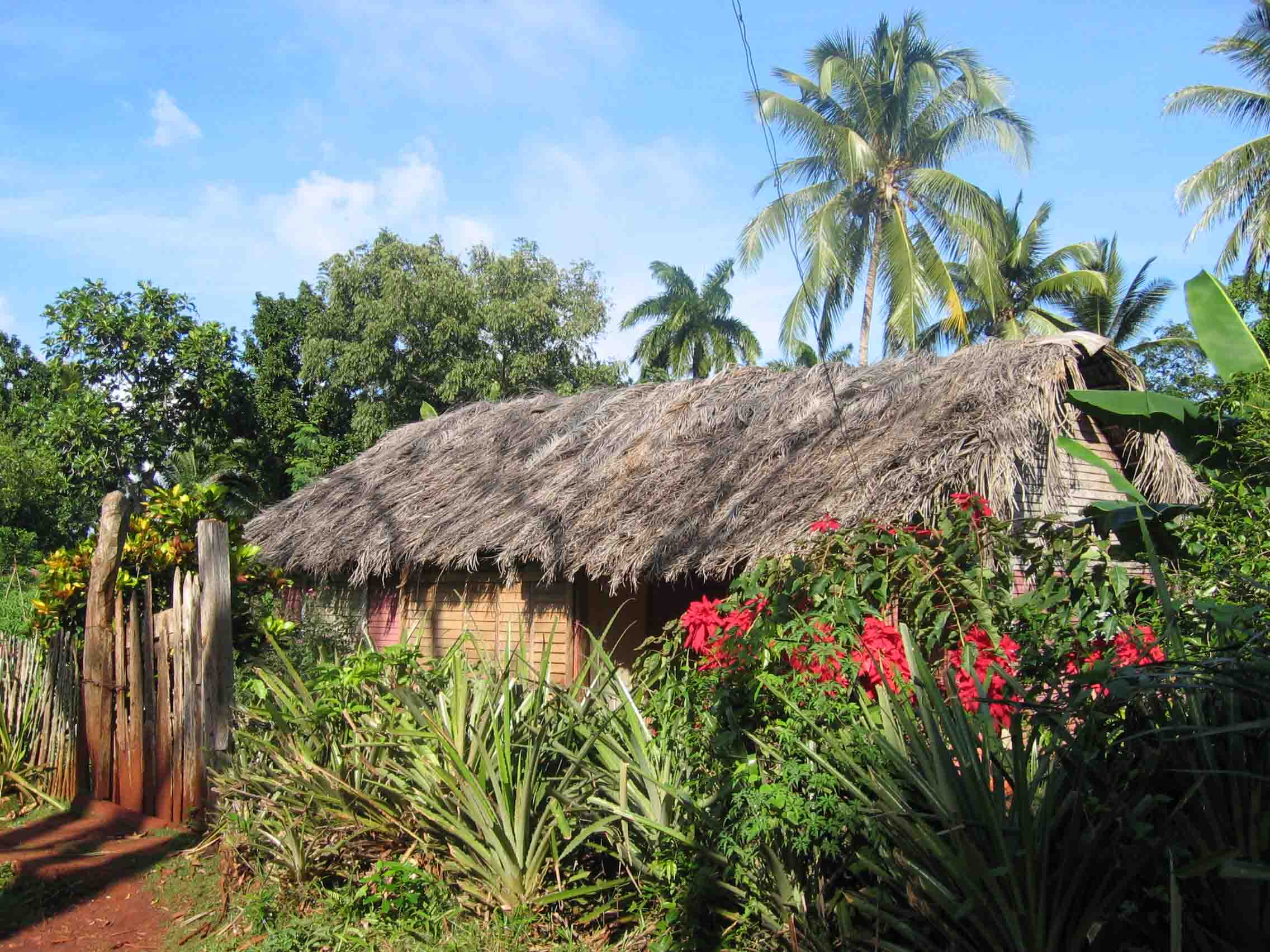
Una choza (bohío) tradicional taína en las montañas de Baracoa.

El dominio español dejó sus huellas en las construcciones de la localidad entre las que destacan las fortificaciones de El Castillo y La Punta y los torreones de Joa y del Cementerio. Durante los siglos XVI y XVII, al estar incomunicada del resto de la isla por tierra, hizo que su escasa población comerciara de contrabando con franceses e ingleses. Durante la Guerra del Asiento el recién organizado Regimiento Fijo de La Habana nombró en 1744 como teniente de guerra de Baracoa a Luis de Unzaga y Amezaga quien logró, gracias a una red de confidentes, comerciantes irlandeses y militares franceses, ser avisado de los posibles ataques ingleses, que permitiría a Baracoa una cierta paz y prosperidad comercial entre Haití y Cuba a pesar de la época de conflicto.
A principios del siglo XIX se instalaron en ella numerosos colonos franceses que huyeron de la revolución independentista de Haití y se dedicaron al cultivo del café y del cacao, de ahí la influencia francesa que existe en la ciudad como también en otras partes de la provincia de Oriente.
En 1807 por la oportunidad de los avisos de Sebastián de Kindelán y O’Regan, gobernador de Santiago de Cuba la ciudad quedó a salvo de ser saqueada por corsarios ingleses procedentes de Bahamas, logrando escarmentarlos.
A partir de mediados del siglo XIX, en que se intensifican los esfuerzos de los patriotas cubanos por lograr la independencia de Cuba, las costas de fueron escenario del desembarco de numerosas expediciones libertadoras.

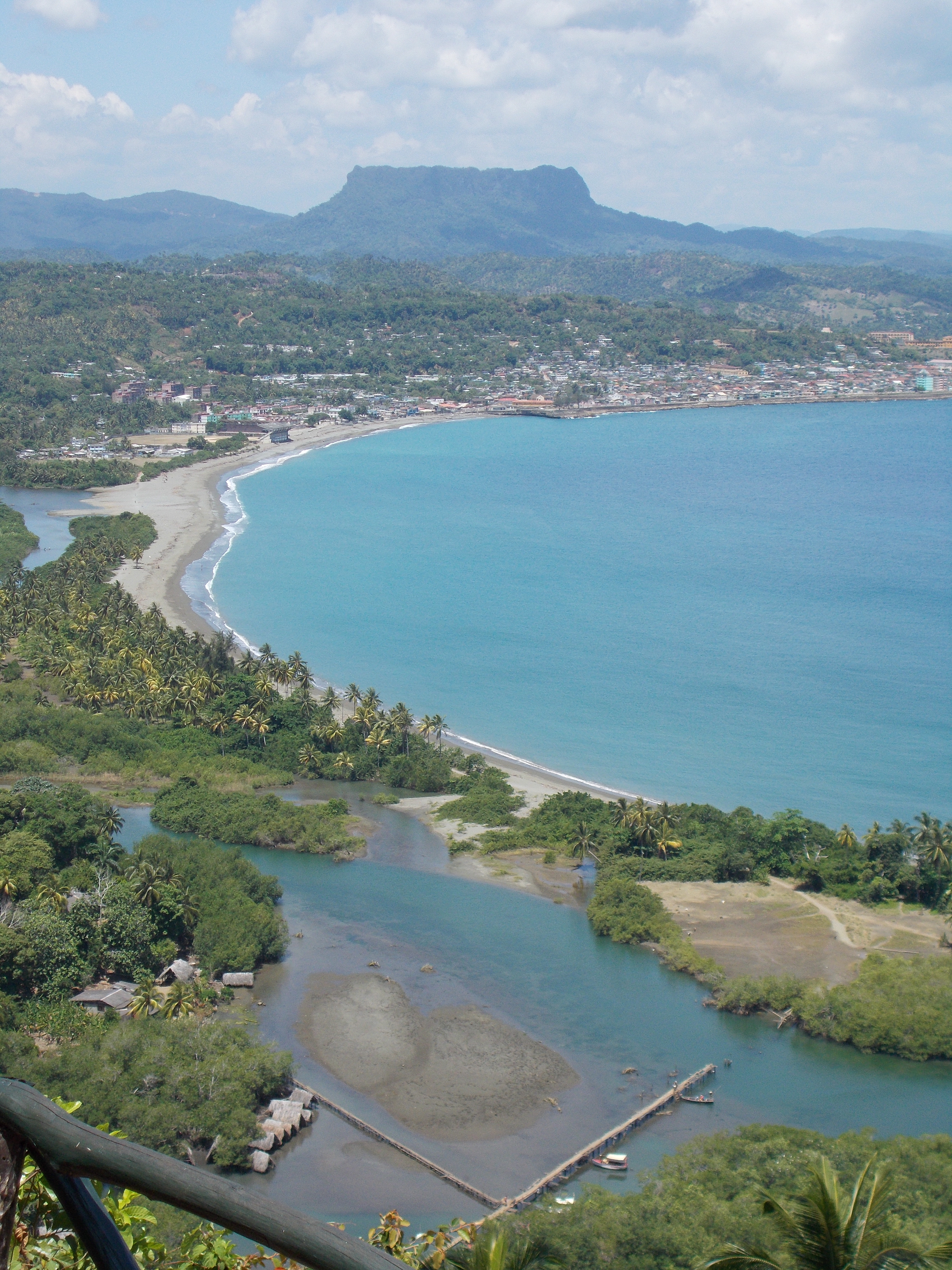
Tibaracón y ensenada (playa) del "Miel", Al fondo, la elevación conocida como Yunque de Baracoa.

En octubre de 1854, el joven matancero Francisco Estrampes, Juan Enrique Félix y dos americanos desembarcaron de una goleta con armas y pertrechos de guerra para iniciar una revolución; pero fueron sorprendidos por tropas españolas antes que pudieran recibir ayuda, cayeron prisioneros y fueron conducidos a La Habana, donde Estrampes fue ejecutado en la explanada de la punta el 31 de marzo de 1855.
Entre los primeros baracoenses que se vincularon al esfuerzo libertador debe mencionarse a Manuel Borges Navarro (1827-1869), que después de haberse dedicado a la enseñanza con verdadera vocación, fue implicado en la conspiración revolucionaria de López y Agüero y encarcelado por dicho motivo. Más tarde en 1868 se incorporó al movimiento de Yara y fue apresado y asesinado por la escolta española que lo conducía a Santiago de Cuba, en septiembre de 1869.
En marzo de 1885 desembarcaron en Caleta costa sur, el Brigadier Limbano Sánchez y un grupo de patriotas; fueron perseguidos y Sánchez y Ramón González murieron en combate; los otros fueron hechos prisioneros salvando la vida solamente dos de ellos. Ya iniciada la Guerra de Independencia, el 1 de abril de 1895, desembarcó en la playa de Duaba muy cerca de la expedición de la Goleta de Honor, donde venían algunos de los más prestigiosos jefes cubanos, entre ellos el general Antonio Maceo y su hermano José Maceo, Flor Crombet, Agustín Cebreco, Silverio Sánchez y Patricio Corona. 
Pocos días después, el 11 de abril desembarcaron en Playitas, el general Máximo Gómez, el apóstol José Martí, Ángel Guerra, Paquito Borrero, Marcos del Rosario y César Salas, a quienes se les unen el día 14, el coronel baracoense Félix Ruenes y sus tropas. Estas expediciones por ayudaron mucho en la lucha por la independencia de Cuba, la cual finalmente se logró el 20 de mayo de 1902.

## Nueva diócesis

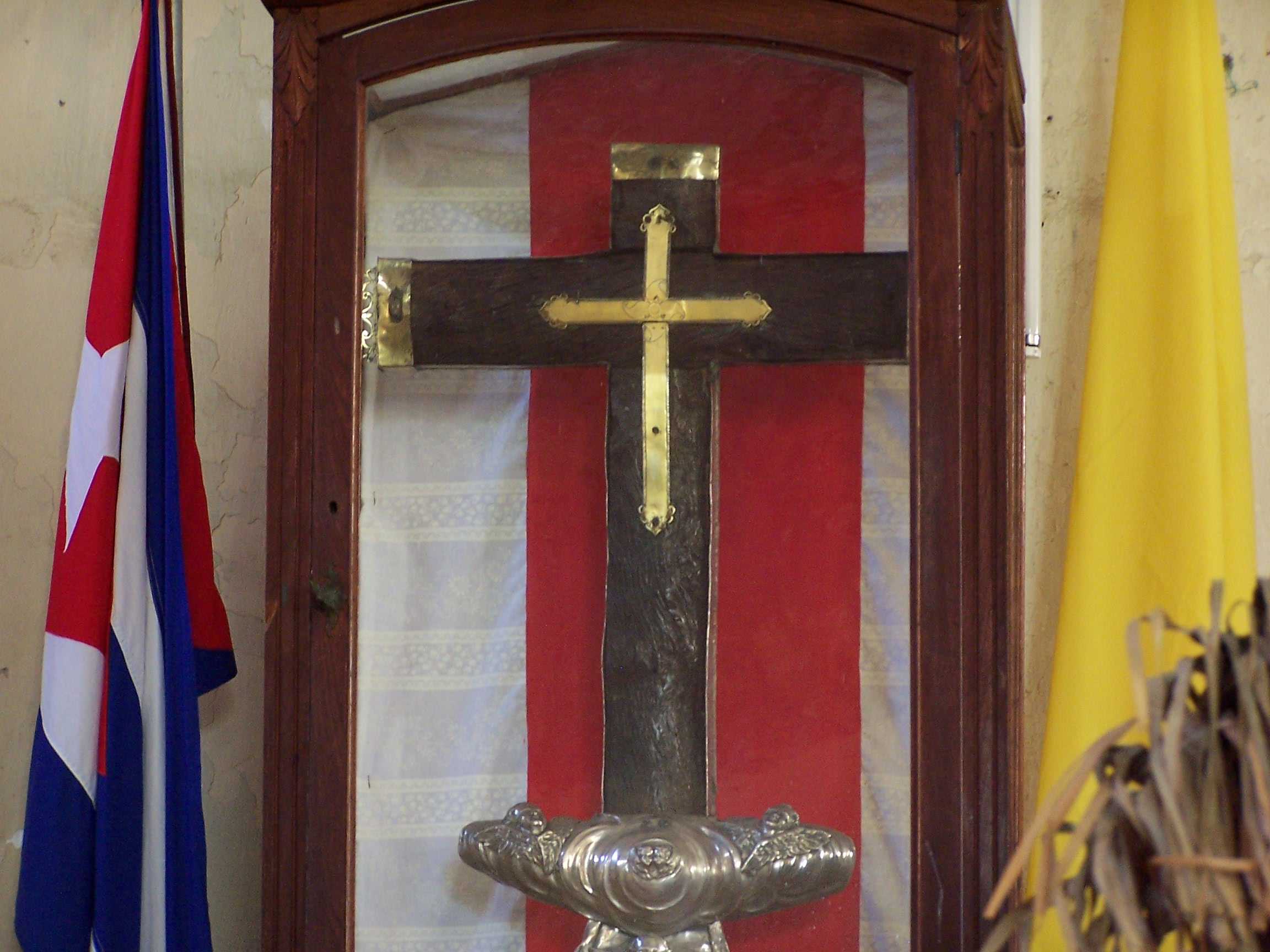
La Cruz de la Parra.

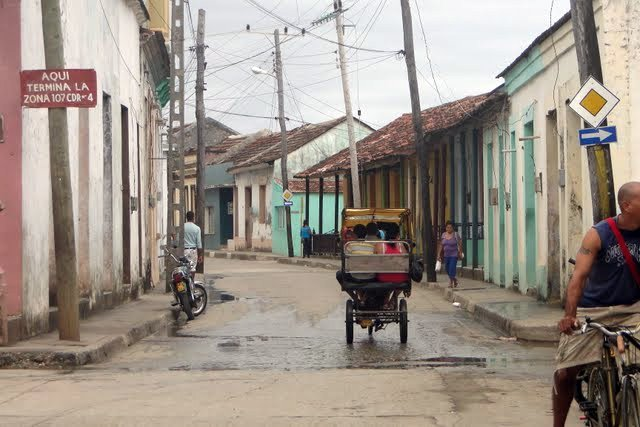
Baracoa - Calle en la Ciudad Vieja

A partir del 24 de enero de 1998, a raíz de la visita del papa Juan Pablo II a la isla de Cuba, junto con Guantánamo pasan a formar una nueva diócesis que tiene como obispo a monseñor Carlos Baladrón Valdés quien hasta entonces fungía como obispo auxiliar de La Habana.

## Lugares de interés
- Parroquia de Nuestra Señora de la Asunción: resalta por ser la primera iglesia construida en Cuba y por preservar la renombrada Cruz de la Parra.
- Fuerte Matachín: hoy es conocido como Museo Municipal, donde se conservan colecciones de objetos pertenecientes a las antiguas culturas aborígenes y ruinas arqueológicas de la ciudad.
- Castillo de Seboruco: una antigua fortaleza hoy convertida en Hotel el Castillo,
- Parque Nacional Alejandro de Humboldt: el mayor atractivo de la Reserva de la Biosfera Cuchillas del Toa, elegido Patrimonio de la Humanidad.
- Paso de los Alemanes: un túnel que ha sido generado por el movimiento tectónico en la región y que por su particularidad se ha declarado Elemento Natural Destacado.
- Playa Miel y Manglito
- Playa Duaba: está constituida por arena negra y preserva el Monumento Nacional Desembarco del Duaba.[3]

## Gastronomía
La gastronomía de la región es muy peculiar con platos como el bacán, confeccionado a base de plátano verde y que se envuelve en hojas de plátano de la misma forma que el tamal de maíz en hojas. Para los amantes del dulce la mayor atracción es el cucurucho, una especie de jalea de coco, naranja y piña que se envasa en un cono hecho de yaguas. La llaman la Ciudad del Chocolate, por algo será.

## Gentilicio
Los oriundos de Baracoa se autorreconocen como baracoesos, el más usado y aceptado por los nativos del territorio y demás cubanos. También se utiliza baracoense, que es el más correcto, supuestamente. Existe un tercer gentilicio: baracoano, que es de menor uso. Es la única localidad de Cuba con esta peculiar característica.
En el museo de la ciudad dice que los originales de Baracoa su m=nombre gentilicio es BARACOANOS

## Aeropuerto
El Aeropuerto Gustavo Rizo es un pequeño aeropuerto que opera usualmente solo vuelos nacionales. Se encuentra localizado al oeste de la bahía cerca del Hotel Porto Santo y alrededor de 4 km (2,5 millas) al NNW del centro de la ciudad (cruzando la boca de la bahía de bolsa, está a pocos metros). Aunque los vuelos hasta este lugar son poco frecuentes (actualmente), Cubana vuela ocasionalmente desde Santiago de Cuba y Aerocaribe desde Ciudad de La Habana.

## Ciudades hermanadas
- Almuñécar (España)